# Laconia (New Hampshire)
Laconia ist eine Stadt in den Vereinigten Staaten und Verwaltungssitz des Bezirks Belknap County im Bundesstaat New Hampshire. Im Jahr 2020 hatte sie 16.871 Einwohner.

## Geschichte
Eine große Siedlung der Abenaki existierte einst an dem Ort, wo sich heute Laconia befindet. Die „Laconian Adventurers“ waren europäische Entdecker, die zwischen 1620 und 1630 dem Piscataqua River nördlich zum Lake Champlain folgen wollten, um die großen Seen zu entdecken, die in der indianischen Folklore erwähnt waren. 1746 wurde ein Fort an der Stelle Laconias gebaut, eine beständige Besiedelung unter dem Namen Meredith Bridge erfolgte jedoch wegen der angespannten Lage zwischen Indianern, Briten und Franzosen erst ab 1761. 1855 wurde Meredith Bridge von Meredith abgetrennt und unter dem Namen Laconia eine eigenständige Town.
Im Jahre 1822 wurde ein Gerichtsgebäude gebaut. 1823 wurde die Belknap Mill gebaut und 1828 in Betrieb genommen. Die Laconia Car Company begann ihre Produktion 1848 und behielt sie bis in die 1930er bei. 1849 wurde Laconia ans Eisenbahnnetz angeschlossen.
1860 zerstörte ein Feuer Teile der Ansiedlung. Stadtrechte erhielt Laconia im Jahre 1893.

## Geographie
Zu Laconia, benannt nach griechisch Λακωνία Lakonía (Lakonien), gehören neben der Kernstadt auch die Orte Lakeport und Weirs Beach. Im Südwesten wird die Stadt vom See Winnisquam und im Nordosten vom Lake Winnipesaukee, dem größten See New Hampshires, begrenzt. Laconia liegt im Einzugsgebiet des Flusses Winnipesaukee River, welcher in den Merrimack River fließt. Der höchste Punkt im Stadtgebiet ist ein 293 m hoher Hügel südwestlich des Ortsteils Weirs Beach im nördlichen Stadtgebiet.

## Verkehr
Die Stadt liegt an der Bahnstrecke Concord–Wells River, die 1848 eröffnet wurde und bis 1965 im Personenverkehr betrieben wurde. Seit den 1970er Jahren fahren nur noch Touristikzüge auf der Strecke. Eine Zweigstrecke nach Alton Bay zweigte von 1890 bis 1942 im Stadtteil Lakeport von dieser Strecke ab. Von 1882 bis 1925 fuhr die Straßenbahn Laconia vom Zentrum Laconias nach Lakeport und ab 1899 weiter nach Weirs Beach.
Durch Laconia führt der U.S. Highway 3 (Daniel Webster Highway). Eine direkte Anbindung an das Interstate-Highway-Netz gibt es nicht, jedoch führt die Interstate 93 etwa zehn Kilometer westlich an der Stadt vorbei. Der Flugplatz der Stadt, der Laconia Municipal Airport, wird derzeit nicht im Linienbetrieb bedient. Der nächste Flughafen mit Linienflugangebot ist in Manchester.

## Söhne und Töchter der Stadt
- Pearl Chertok (1918–1981), Harfenistin, Musikpädagogin und Komponistin
- Alex Howe (* 1989), Biathlet
- Katrina Howe (* 1986), Biathletin und frühere Skilangläuferin
- Thomas J. McIntyre (1915–1992), Politiker, US-Senator
- Joe Pitman (1924–2018), Gewichtheber
- Claude Rains (1889–1967), Schauspieler (starb dort)
- Connie Converse (1924–1974), Musikerin und Autorin